# دنیاگیری کووید-۱۹ در اتریش
 این مقاله تأثیرات دنیاگیری بیماری کوروناویروس ۲۰۱۹–۲۰ در اتریش را مستند می‌کند و ممکن است شامل آخرین پاسخ‌ها و اقدامات جدید نباشد.

## جدول زمانی
در ۲۵ فوریه ۲۰۲۰، اتریش دو مورد اول COVID-19 را تأیید کرد، یک مرد ۲۴ ساله و یک زن ۲۴ ساله اهل لومباردی، ایتالیا آزمایش مثبت کردند و در بیمارستانی در اینسبروک، تیرول معالجه شدند.
در تاریخ ۲۷ فوریه، یک مرد ۷۲ ساله در وین به مدت ۱۰ روز در بیمارستان Krankenanstalt Rudolfstiftung با علائم آنفلوانزا قرار داشت، قبل از آزمایش مثبت برای SARS-CoV-2. وی سپس به بیمارستان قیصر-فرانتس-یوزف منتقل شد. زوجی که آزمایش مثبت داشتند و دو فرزندشان که علائم آنها را نشان می‌داد، در بیمارستان قیصر-فرانتز-یوزف بستری شدند. این خانواده قبلاً در مرخصی در لومباردی ایتالیا بوده‌اند. در ۲۸ فوریه، یکی از فرزندان ایشان، پسری ۱۵ ساله آزمایش مثبت داشت. به علت بیماری، اقدامات احتیاطی در دبیرستان وی صورت گرفت و ۴ معلم و ۲۳ دانش آموز متولد سال‌های ۲۰۰۳ تا ۲۰۰۵ برای انزوا (قرنطینه) به خانه اعزام شدند.
در ۱۰ مارس ۲۰۲۰ دولت اعلام کرد که تمام دانشگاه‌ها حداکثر تا ۱۶ مارس کلاسهای خود را تعطیل خواهند کرد. کلیه برنامه‌های فضای باز با بیش از ۵۰۰ نفر و کلیه برنامه‌های داخلی با بیش از ۱۰۰ نفر لغو می‌شوند. به همه کودکان بزرگتر از ۱۴ سال دستور داده می‌شود که از ۱۵ مارس و کودکان خردسال تر از ۱۷ مارس در خانه بمانند. این تصمیمات تا ۴ آوریل اعمال می‌شود. محدودیت‌های سفر برای افرادی که از ایتالیا می‌آیند، تعیین شده‌است. دولت از عموم مردم خواسته‌است از تماس‌های اجتماعی خودداری کنند و اعلام کرد که به زودی محدودیت‌های بیشتری نیز برقرار خواهد شد.
در ۱۲ مارس ۲۰۲۰، اتریش اولین مرگ COVID-19 را تأیید کرد، یک مرد ۶۹ ساله از وین در بیمارستان قیصر -فرانتس-یوزف در وین درگذشت.
در ۱۵ مارس، همچنین ممنوعیتی برای تجمعات عمومی بیش از پنج نفر اعلام شد و به رستوران‌ها دستور داده شد تا از ۱۷ مارس شروع به کار خود را ببندند. علاوه بر این، گونتر پلاتر، فرماندار تیرول، از تعطیلی یک هفته ای برای کل استان خبر داد. ساکنان تیرول موظف بودند به جز دلایل لازم مانند خرید غذا یا دارو، مراجعه به پزشک، برداشت پول یا پیاده‌روی با سگ در خانه‌های خود بمانند.

## آمار
تا تاریخ ۱۵ مارس ۲۰۲۰ 3:00pm, there were 860 confirmed cases in Austria. At 11:30 on 15 March, the death of a person suspected to be infected by COVID-19 was announced, but given a number of other prior conditions and complication the death has not officially been listed as a COVID-19 case (on the webpage of the ministry).